# Okręg wyborczy Swansea
Okręg wyborczy Swansea powstał w 1885 r. i wysyłał do brytyjskiej Izby Gmin jednego deputowanego. Okręg obejmował miasto Swansea w południowej Walii. Został zlikwidowany w 1918 r.

## Deputowani do brytyjskiej Izby Gmin z okręgu Swansea
- 1885–1892: Lewis Llewelyn Dillwyn, Partia Liberalna
- 1892–1895: Robert John Dickson Burnie, Partia Liberalna
- 1895–1900: John Dillwyn Llewelyn, Partia Konserwatywna
- 1900–1910: George Newnes, Partia Liberalna
- 1910–1918: Alfred Mond, Partia Liberalna